# Pic Long
Pic Long – najwyższy szczyt w masywie Néouvielle w Pirenejach. Położony jest w południowej Francji, na terenie gminy Aragnouet, w pobliżu granicy z Hiszpanią. Usytuowany jest w Parku Narodowym Pirenejów.